# 我失去了身体
是2019年法国成人动画电影，由热雷米·克拉潘执导。影片于2019年戛纳电影节国际影评人周单元首映，赢得Nespresso大奖，是第一部斩获该奖的动画电影。影片获提名第92屆奧斯卡金像獎最佳動畫片獎。

## 剧情
一支断手从实验室的冰箱逃跑，穿越巴黎郊区，要和原本的主人、年轻男子纳乌费尔的身体重聚。纳乌费尔回想起自己的经历。
纳乌费尔生于摩洛哥，从小立志当钢琴家和宇航员，每天用录音带记录生活。有一次，父亲开车载着他和母亲去旅程，不料发生车祸，父亲和母亲罹难，只有他一个人活下来。他辗转来到法国，和关系疏远的舅舅及粗鲁的表弟一起生活。后来纳乌费尔长大成人，找了一份披萨外送员的工作，但经常因为迟到被老板骂。他去年轻女子加布丽尔的寓所送披萨，但大厅的安全门坏掉，只能用对讲机交谈，没能见到她本人，却对她著了迷。
纳乌费尔趁加布丽尔去图书馆上班，跟着她来到图书馆附近的街区，看到她将一台机器交给了裁缝叔叔吉吉。吉吉要纳乌费尔说明来意，纳乌费尔望见窗户上的学徒广告，急中生智说自己是来拜师的。吉吉一开始不愿收他为徒，但后来知道他是孤儿，便回心转意。纳乌费尔搬到吉吉家中，住进吉吉安排的阁楼公寓。他不仅学到用来谋生的手艺，还成功接近加布丽尔，不过他未提到邂逅她的事情。
一次关于北极的交谈过后，纳乌费尔给加布丽尔在附近的房子搭了个木制冰屋在楼顶。一天回家，纳乌费尔看到表弟和加布丽尔聊天，加布丽尔说要邀请表弟和他晚上去她家。那天晚上，纳乌费尔带加布丽尔登上楼顶，两人一起探讨人的命运。纳乌费尔说可不可以做一些非比寻常的事情来改变命运，譬如从屋顶跳到旁边的起重机上。纳乌费尔向加布丽尔展示她造的冰屋，说自己以前送披萨的时候就见过她。她很不高兴，担心利用吉吉来追她，想到这便愤然离去。纳乌费尔用钢锯切木头的时候，被苍蝇分散注意力，伸手去抓，结果手表被刀片勾住，整只手被切掉。
断手最终在纳乌费尔酣睡的时候，来到他床边，但已无法连上他的身体，只能藏在床底。沮丧绝望的纳乌费尔拿起旧录音机，播放还保留着的父母录音，其中一段记录了车祸发生时的情景：吉吉想和他聊天，他没搭理。加布丽尔来看他的时候，房间空无一人，却在衣橱里找到断手用放糖搭建的冰屋。她来到空荡荡的冰屋搜索，找到纳乌费尔的旧录音机，其中有一段新录音，说他按照之前所说的那样，越过窗台跳到了起重机上面。他落在起重机上，望着整座城市，渐渐露出微笑，而断掉的手则被白雪覆盖。

## 配音
| 角色                      | 法语配音                                      | 英语配音                       |
| ------------------------- | --------------------------------------------- | ------------------------------ |
| 纳乌费尔（Naoufel）       | 哈基姆·法里斯（Hakim Faris）                  | 戴夫·帕特尔                    |
| 加布丽尔（Gabrielle）     | 维克图瓦·迪布瓦                               | 阿莉亚·肖卡特                  |
| 吉吉（Gigi）              | 帕特里克·德阿苏姆索                           | 乔治·温特                      |
| 少年纳乌费尔              | 阿尔方斯·阿尔菲（Alphonse Arfi）              | 塔克·钱德勒（Tucker Chandler） |
| 父亲                      | 希赫姆·梅斯巴（Hichem Mesbah）                | 阿努阿尔·H·斯梅恩              |
| 母亲                      | 米莉亚姆·卢西夫（Myriam Loucif）              | 莎拉·林恩·道森                 |
| 劳夫（Raouf）             | 贝拉敏·阿卜杜勒马莱克（Bellamine Abdelmalek） | 乔尼·马尔斯（Jonny Mars）      |
| 吕萨克夫人（Mrs. Lussac） | 妮可·法瓦特（Nicole Favart）                  | 芭芭拉·古德森                  |
| 婴儿的母亲                | 席琳·洪泰（Céline Ronté）                     | 塔拉·萨斯                      |

## 发行
2019年5月戛纳首映后，Netflix买下影片全球发行权（除法国、土耳其、中国和比荷卢地区）。
影片于2019年11月6日在法国上映，由Rezo Films发行。该片也由Netflix在部分国家的电影院上映，11月15日登陆美国，11月22日登陆英国。

## 评价
影片在汇总媒体烂番茄有72条评论，新鲜度96%，平均得分8.06/10。网站共识写道：“《我失去了身体》带领观众踏上奇妙旅程，用异乎寻常的简笔画勾勒令人五体投地的效果，画面精美，非常独特。”Metacritic收录19条评论，平均分80/100，表示“普遍好评”。
《好莱坞报道者》的乔丹·明策（Jordan Mintzer）认为影片“对失去的阐述感人肺腑，极具原创性”。《综艺》杂志的彼得·德布鲁格（Peter Debruge）表示：“我敢说，这是我见过的最具原创性、最有创意的动画片，看到叫人毛骨悚然。当然，如果没有前设的话，这怎么可能发生。但整个过程还是很迷人的，而且意外地充满诗意。”
2022年，《IndieWire》列出21世紀最佳41部動畫電影名冊裡，本片排名第36名。

## 奖项
| 大奖               | 颁奖日期      | 奖项               | 获得者                          | 结果 | 参考   |
| ------------------ | ------------- | ------------------ | ------------------------------- | ---- | ------ |
| 国际影评人周       | 2019年5月22日 | Nespresso大奖      | 热雷米·克拉潘                   | 獲獎 | [ 14 ] |
| 安錫國際動畫影展   | 2019年6月15日 | 长片水晶奖         | 热雷米·克拉潘                   | 獲獎 | [ 15 ] |
| 安錫國際動畫影展   | 2019年6月15日 | 首映观众奖         | 热雷米·克拉潘                   | 獲獎 | [ 15 ] |
| 底特律影评人协会   | 2019年12月9日 | 最佳动画片         | 《我失去了身体》                | 提名 | [ 16 ] |
| 聖地牙哥影評人協會 | 2019年12月9日 | 最佳动画片         | 《我失去了身体》                | 獲獎 | [ 17 ] |
| 评论家选择电影奖   | 2020年1月12日 | 最佳動畫片         | 《我失去了身体》                | 提名 | [ 18 ] |
| 洛杉磯影評人協會   | 2020年1月12日 | 最佳动画片         | 热雷米·克拉潘                   | 獲獎 |        |
| 洛杉磯影評人協會   | 2020年1月12日 | 最佳配乐           | 丹·李维                         | 獲獎 |        |
| 美国电影剪辑师     | 2020年1月17日 | 最佳动画片剪辑     | 本杰明·马苏布雷                 | 提名 | [ 19 ] |
| 安妮獎             | 2020年1月25日 | 最佳独立制作动画片 | Xilam、Netflix动画              | 獲獎 | [ 20 ] |
| 安妮獎             | 2020年1月25日 | 最佳动画配乐       | 丹·李维                         | 獲獎 | [ 20 ] |
| 安妮獎             | 2020年1月25日 | 最佳动画编剧       | 热雷米·克拉潘和纪尧姆·洛朗      | 獲獎 | [ 20 ] |
| 奥斯卡金像奖       | 2020年1月9日  | 最佳動畫片         | 热雷米·克拉潘和马克·杜·庞塔维斯 | 提名 | [ 21 ] |
| 凯撒电影奖         | 2020年2月8日  | 最佳动画片         | 《我失去了身体》                | 獲獎 | [ 22 ] |
| 凯撒电影奖         | 2020年2月8日  | 最佳原创配乐       | 《我失去了身体》                | 獲獎 | [ 22 ] |
| 凯撒电影奖         | 2020年2月8日  | 最佳改编剧本       | 《我失去了身体》                | 提名 | [ 22 ] |